# 夏のクラクション
「夏のクラクション」（なつのクラクション）は、稲垣潤一の楽曲。自身の5作目のシングルとして、EXPRESSからシングル・レコードで1983年7月21日に発売された。

## 解説
富士フイルムのカーステレオ専用オーディオカセットテープ『GT-I』のCMソングとして使用される。歌詞中、「夏のクラクション」という部分のサビの歌い方に、他の曲ではまず見かけない顕著な特徴があることで知られる。サビの部分でもある『夏のぉぉぉ～クラクション』という歌詞は稲垣が売野に提案し、そのまま起用されたことを稲垣がファンクラブの会報誌で述べている。レコーディングは約1週間に渡って行われ、100テイクを優に超える数を歌い込んで完成させている。

## 収録曲
全曲 作詞：売野雅勇、作曲：筒美京平、編曲：井上鑑
1. 夏のクラクション
2. シーサイド・ショット

## その他
TBS系列歌謡番組『ザ・ベストテン』には、1983年9月8日の「今週のスポットライト」コーナーにおいて、同楽曲で稲垣自身当番組唯一の生出演を果たしている（なお稲垣は「ドラマティック・レイン」で、同年2月3日に第9位で『ザ・ベストテン』の初ランクイン達成時と、同年2月24日も9位で返り咲いた際には、当番組へ一度も登場していなかった）。
1990年5月23日発売のコンピレーション・アルバム「サマーソング・ベスト・コレクション 夏のクラクション～シンデレラ・サマー」の冒頭曲になった。
後述の通り、90年代以降様々なアーティストのカバーバージョンが発売されている。また2014年8月にスキマスイッチがLIVEでカバーしたり、エアプレイ・チャートへのランクインや、同年7月放送のテレビ朝日『ミュージックステーション 定番!日本の夏うた 昭和vs平成BEST30』にもランクインするなど、現在も人気曲となっている。

## カバー
- SUNNY（1991年） - アルバム『Beach Pops for You』に英語で収録（曲名・SUMMER HORN）。
- アンディ・ラウ（劉徳華）（1991年） - アルバム『不可不信緣』に広東語で収録（曲名・長夜多浪漫）。
- ニサ・リン（林佳儀）（1995年） - アルバム『一個人的我依然會微笑』に英語で収録（曲名・Don't You Know Your Love）。
- 長谷川杏里（2005年） - シングル『フラグメンツ・ブルー』（稲垣が作曲）のカップリングに収録。
- ゴスペラーズ（2007年） - 筒美京平トリビュートアルバム『the popular music 〜筒美京平トリビュート〜』に収録。
- KAI（2009年） - アルバム『Harbor Lights』に収録。
- 高野千恵（2009年） - アルバム『Summer Collection』に収録。
- パク・ヨンハ（2009年） - アルバム『ONCE IN A SUMMER』初回限定盤のボーナストラックに収録。
- Pan Chocolat（2010年） - アルバム『LOVING PAN〜80's J-POP COVERS〜』に収録（インストゥルメンタル）。
- Beijy（2010年） - 配信限定アルバム『波音ラヴァーズ〜Seasoning of Songs〜』に収録。
- ナミノート（2013年） - アルバム『Blue Vacation』に収録。
- 太田裕美（2014年） - 筒美京平トリビュートアルバム『tutumikko』に収録。
- Max Lux（2016年） - 売野雅勇トリビュートアルバム『砂の果実 Fujiyama Paradise Tribute』に収録。
- 伊藤俊吾（2017年） - アルバム『真夏のイノセンス 作詞家・売野雅勇 Hits Covers』に収録。
- 加藤いづみ（2019年） - カバーアルバム『gift』に収録。
- 氣志團（2021年）- 筒美京平トリビュートアルバム『Oneway Generation』に収録。
- クレイジーケンバンド（2021年）- カバーアルバム『好きなんだよ』に収録。
- bird（2023年）- コンピレーションアルバム『HONEY meets ISLAND CAFE -Sea of Love 8-』に収録。

## 収録作品
THE HIT MAKER -筒美京平の世界-
夏歌